# O Vampiro de Curitiba
O Vampiro de Curitiba é um romance escrito por Dalton Trevisan e publicado em 1965 pela editora Record. O livro é dividido em 15 capítulos que apresentam o personagem Nelsinho (também chamado de "herói") ao longo de diferentes fases da vida, tendo como fio condutor sua relação conturbada com as mulheres. 

## Enredo
Os capítulos, quase todas ambientados em Curitiba, são impregnados de suspenses e enigmas. Em relatos breves, o narrador revela o cotidiano da degradação humana em uma linguagem direta. O Vampiro de Curitiba nos leva ao dia-a-dia de Nelsinho, o "vampiro" propriamente dito, um curitibano obcecado por sexo, que vagueia pela capital provinciana atrás de suas "vítimas", andando por caminhos obtusos enquanto abre os olhos do leitor à visão de uma cidade decadente, onde não apenas se esconde, mas se mescla.
Curitiba, esquadrinhada por Nelsinho, que primeiro se vê seduzido pelos braços e pernas de uma sensual garota de outdoor e, ao cabo, precipita-se para o círculo infernal mais baixo, para o quarto de um bordel ao lado de uma prostituta. Ladeira abaixo rumo à sua satisfação selvagem. Esta é a imagem do vampiro que o livro traz; não o clássico sedento por sangue, mas um escravo da libertinagem e da solidão urbana.

## Capítulos
- O vampiro de Curitiba
- Incidente na loja
- Encontro com Elisa
- Contos dos bosques de Curitiba
- Último aviso
- Visita à professora
- Na pontinha da orelha
- Eterna saudade
- Arara bêbada
- O herói perdido
- Chapeuzinho vermelho
- Debaixo da ponte preta
- Menino caçando passarinho
- As uvas
- A noite da paixão

## Linguagem
A linguagem coloquial e concisa é predominante na obra assim como em todo o trabalho do autor. A economia quase exacerbada com palavras e o zelo posto em cada uma delas evidenciam a preocupação de Trevisan em fugir ao óbvio, em fazer com que o que falta no papel se forme no imaginário do leitor. Os contos são marcados por uma violência verbal aliada a finas doses de sarcasmo. Discurso quase sempre direto, fragmentado, beirando o ininteligível.
No contexto das histórias de Dalton Trevisan, ser mulher no Brasil é morar no inferno. Sedutora ou vítima são os únicos papéis a ela reservados. Se encontra prazer no sexo, ou ela é pecaminosa ou foi pelo homem arrastada a senti-lo, apesar de si mesma. Os homens brasileiros – encarnados em Nelsinho, o “vampiro” curitibano – não são melhores: odeiam e adoram a mulher, assim condenados a persegui-la sem descanso. É um mundo sórdido, sem solidariedade e sem esperança. A ironia começa com o diminutivo do nome da personagem.